# Mahábalipuram
Mahábalipuram vagy Mamallapuram (tamil nyelven: மாமல்லபுரம் átírva: Māmallapuram , angolul: Mahabalipuram) kisváros DK-Indiában, Tamilnádu szövetségi államban. Csennaitól kb. 60 km-re délre a Bengáli-öböl partján fekszik. Lakossága 15 ezer fő volt 2011-ben. Gazdasági életében meghatározó az idegenforgalom, 2011-ben 3,2 millió külföldi és helyi turista kereste fel.
Templomkörzete 1985 óta az UNESCO világörökség része. A hely a tömör gránit sziklából kifaragott szobrászati remekművek kiállítása; sziklatemplomok, domborművek, életnagyságú elefánt-, oroszlán-, bikaszobrok. A legtöbb alkotás a 7 - 8. századig nyúlik vissza. ,
A város kikötője már az ókori Görögország idejében ismert volt. A középkorban a dél-indiai Pállava Birodalom fő kikötője és tengeri támaszpontja. A település partjaira lesújtó 2004-es szökőár újabb régészeti leleteket tárt fel a Pállava korból. 

## Galéria

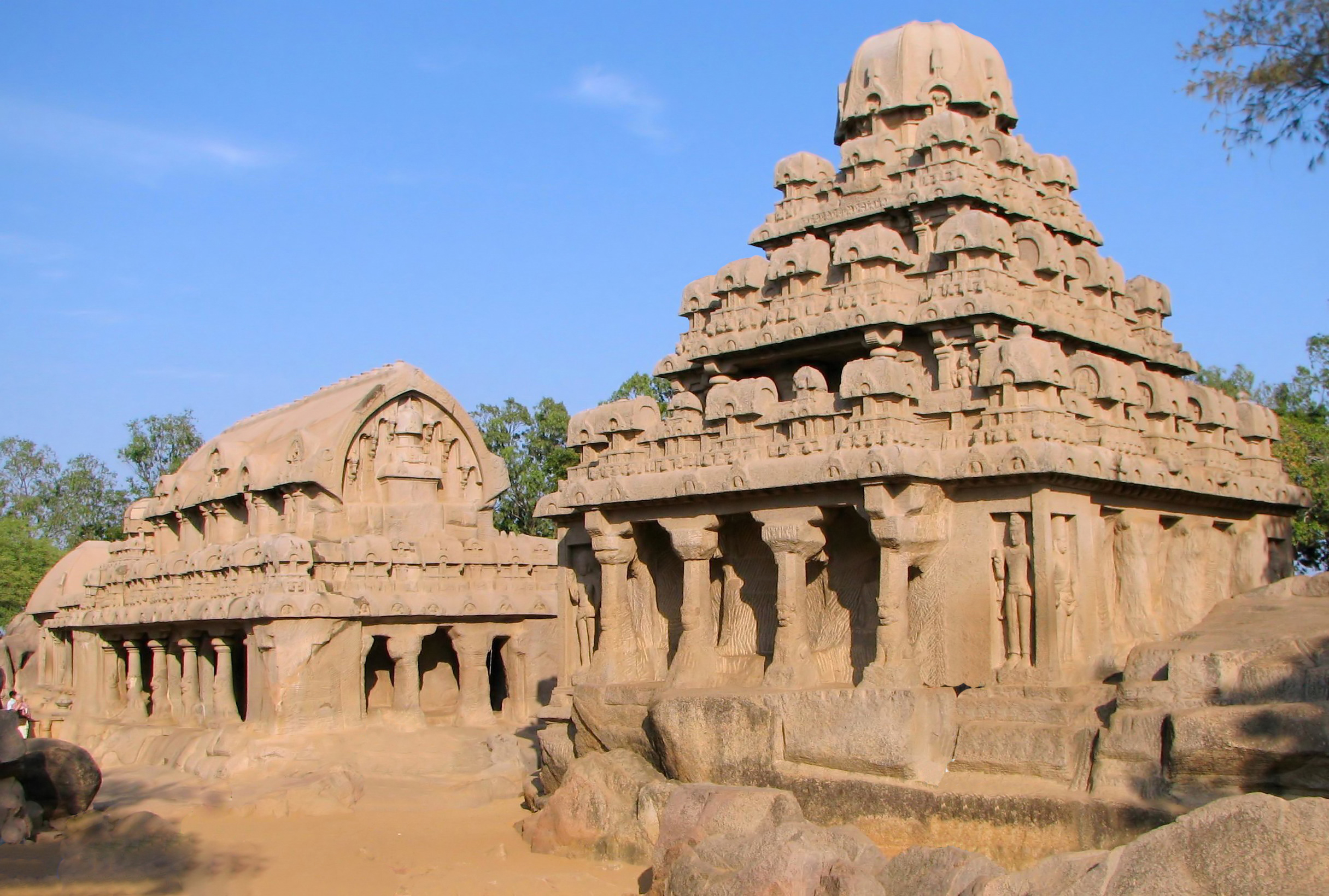
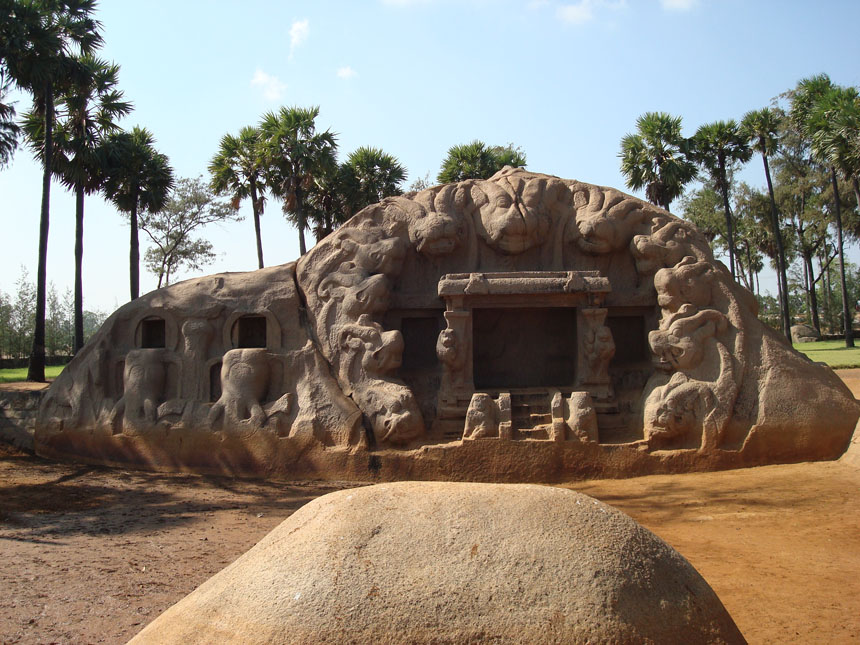
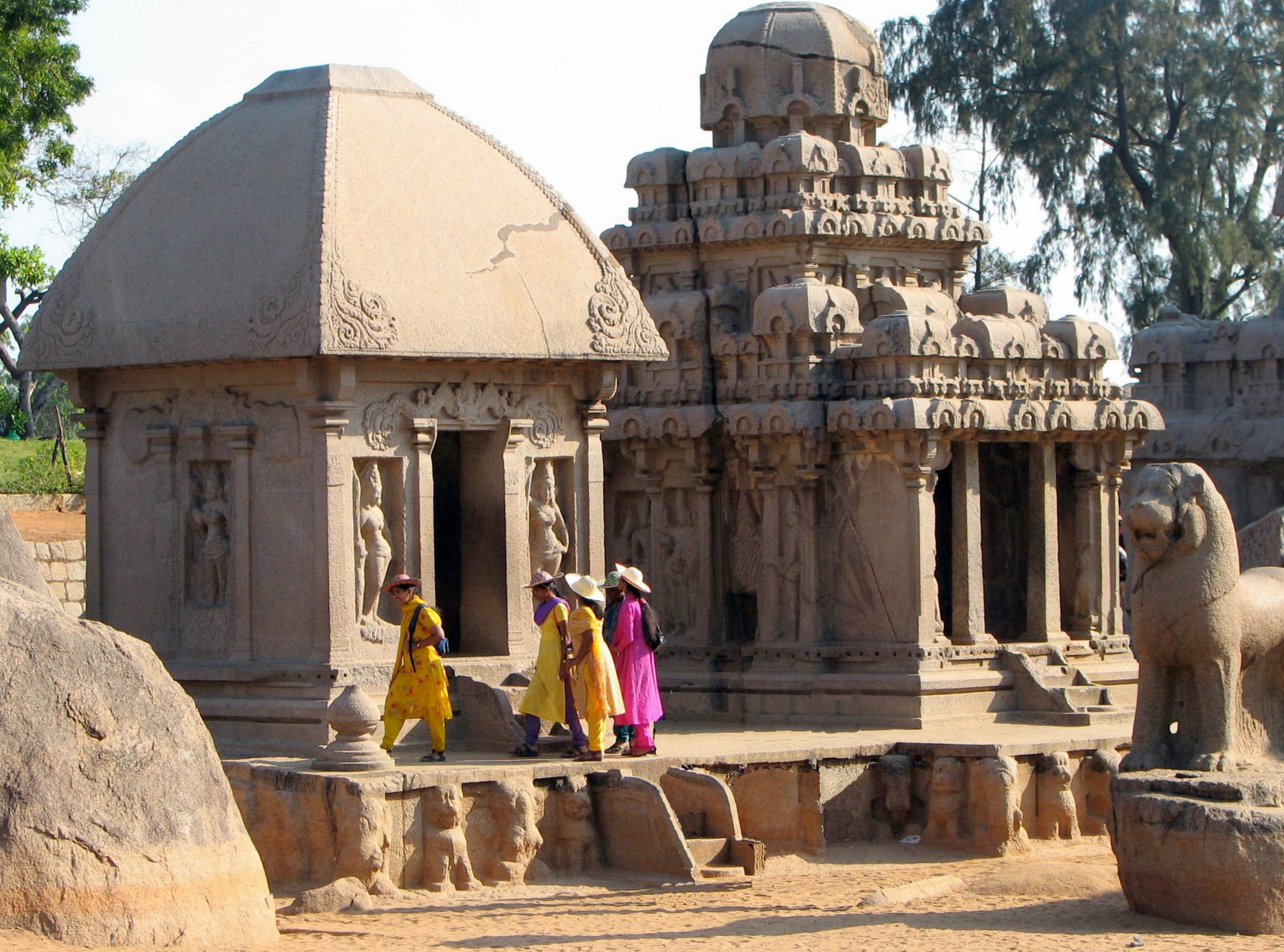
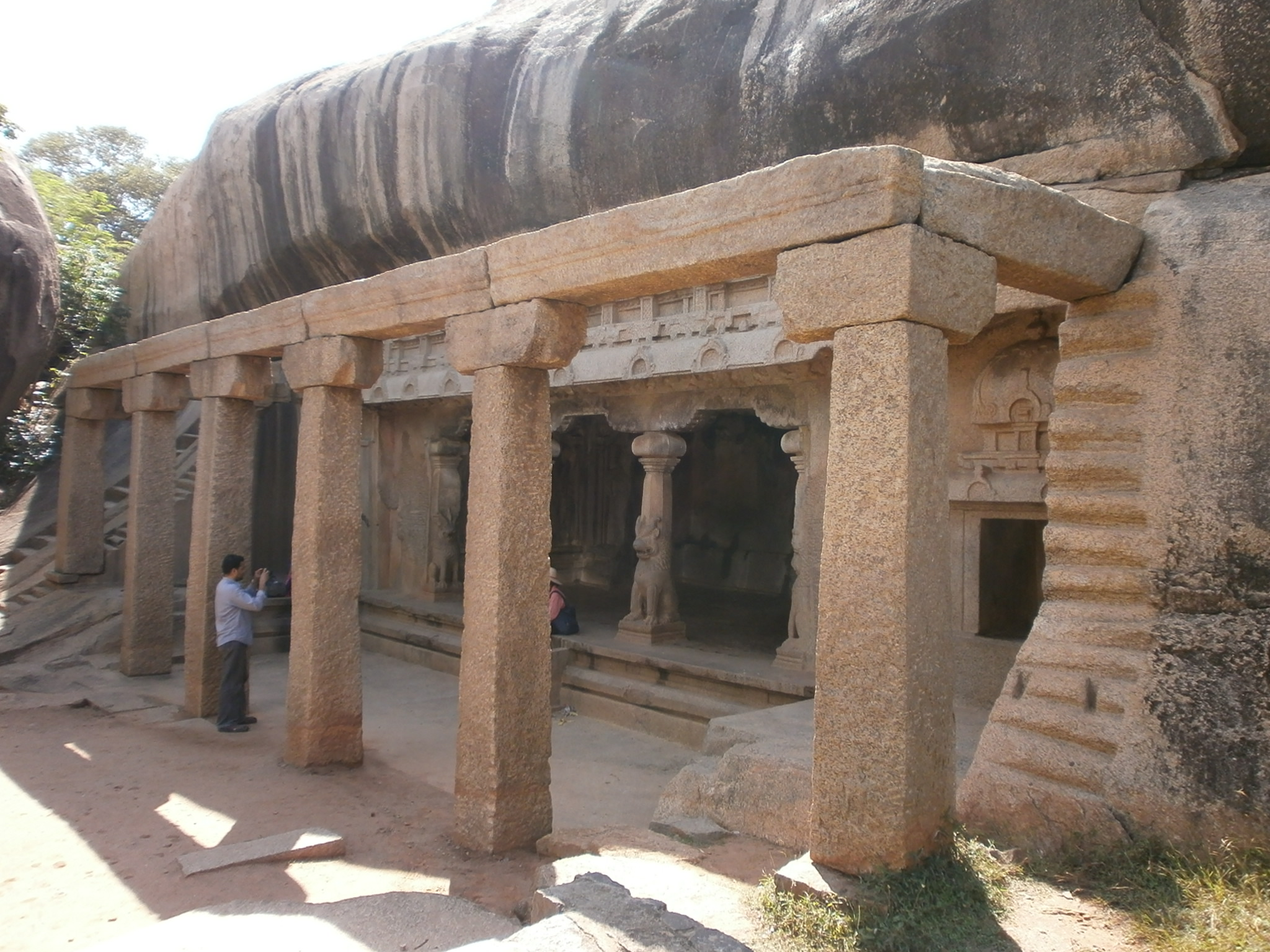
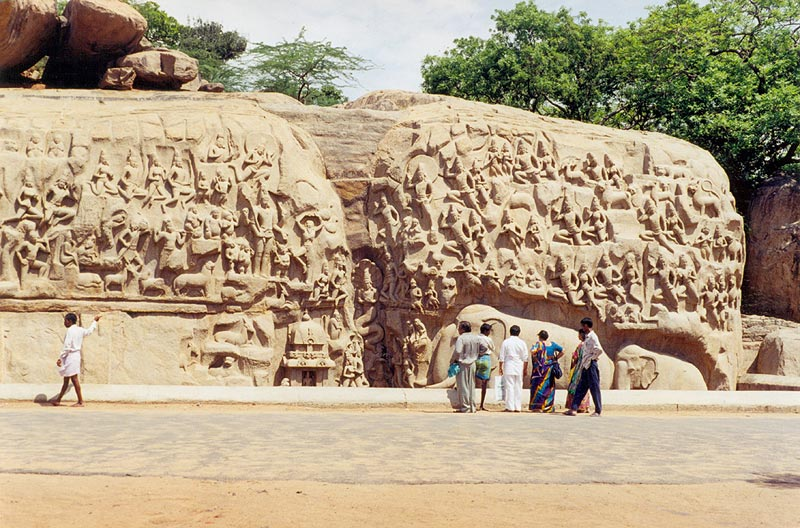
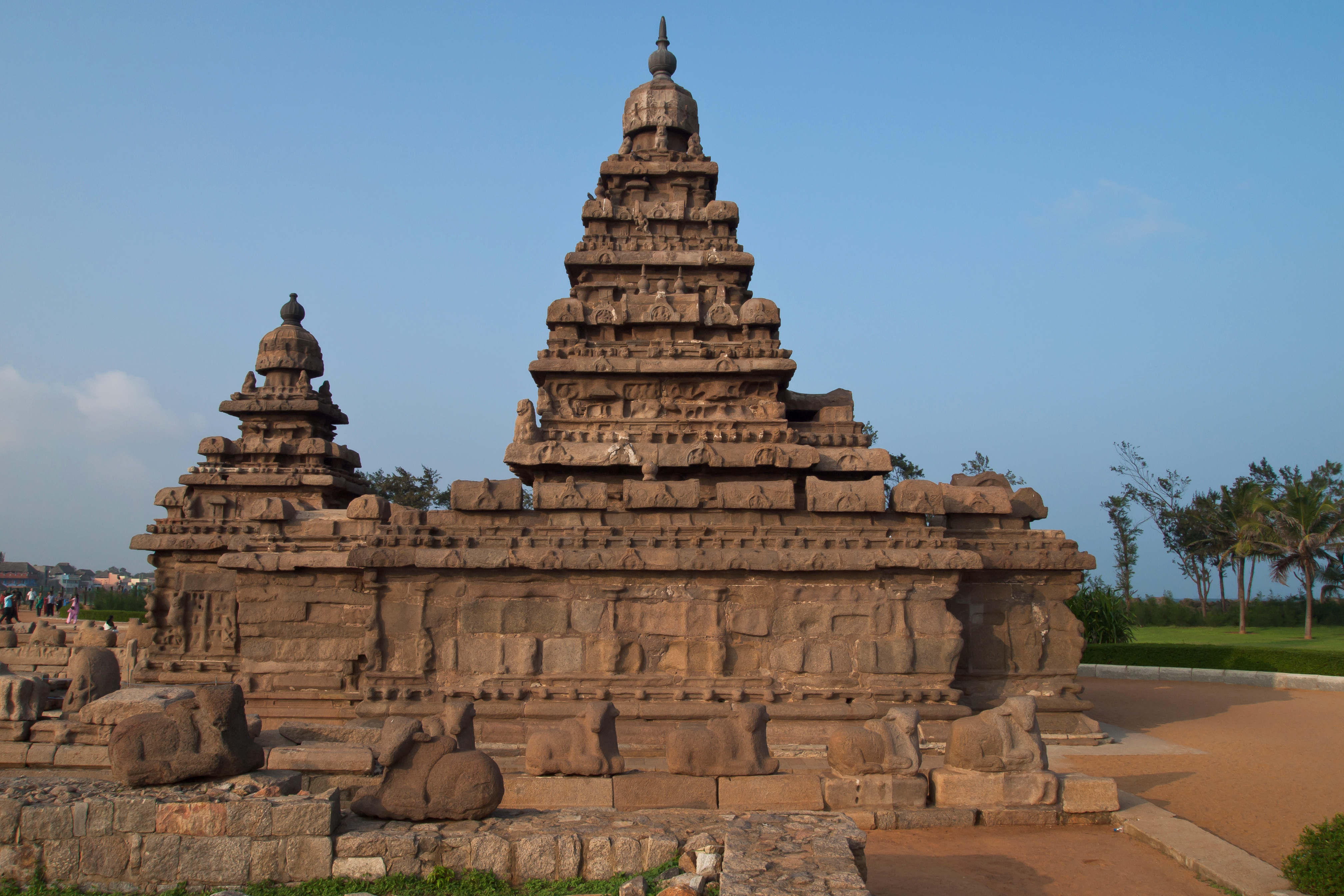

## Fordítás
- Ez a szócikk részben vagy egészben  a   Mamallapuram című német Wikipédia-szócikk fordításán alapul.  Az eredeti cikk szerkesztőit annak laptörténete sorolja fel. Ez a jelzés csupán a megfogalmazás eredetét és a szerzői jogokat jelzi, nem szolgál a cikkben szereplő információk forrásmegjelöléseként.